# Bark (hajó)

Háromárbócos bark vitorlázata

A bark vitorlások a 19-20. század fordulóján terjedtek el, a nagy kereskedelmi vitorlások utolsó típusaként. A gőzhajók kezdtek elterjedni, kiszorítva a klippereket, ekkor jöttek „divatba” a barkok. El kellett érni, hogy nagyobb teherbírásúak legyenek, mégis ugyanolyan sebességgel tudjanak haladni, mint a klipperek. Acélszerkezetet kezdtek használni a törzsnél, az árbócoknál és a kötélzet bizonyos részeinél. A vitorlák számát nem növelték meg. Minimum három árbócosak voltak, de léteztek négy-, sőt ötárbócosak is.

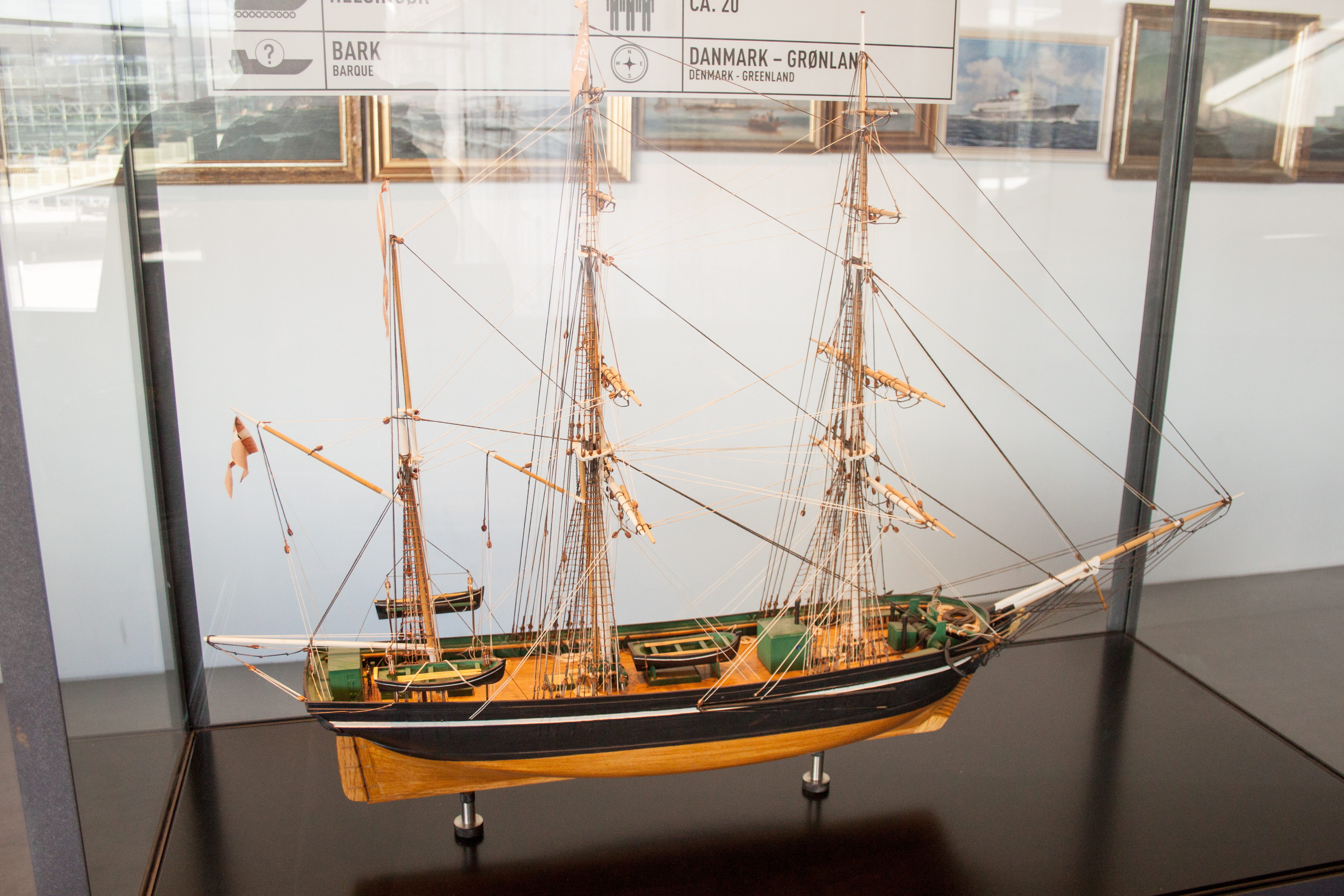
A Norlyset (Északi fény) nevű bark modellje a Dán Tengerészeti Múzeumban. Az 1852-ben épült hajó 1926-ig közlekedett Dánia és Grönland között